# Stockton (Califórnia)
Stockton é uma cidade localizada no estado norte-americano da Califórnia, no condado de San Joaquin, do qual é sede. Foi fundada em 1849 e incorporada em 23 de julho de 1850.

## Geografia
De acordo com o United States Census Bureau, a cidade tem uma área de 167,7 km², onde 159,7 km² estão cobertos por terra e 8 km² por água.

## Demografia
Segundo o censo nacional de 2010, a sua população é de 291 707 habitantes e sua densidade populacional é de 1 826,31 hab/km². É a cidade mais populosa do condado de San Joaquin. Possui 99 637 residências, que resulta em uma densidade de 623,81 residências/km².

## Cidades irmãs
- Shizuoka, Japão
- Iloilo City, Filipinas
- Empalme, México
- Foshan, China
- Parma, Itália
- Battambang, Camboja